# إيزادور بيرلمان
إيزادور بيرلمان (بالإنجليزية: Isadore Perlman) هو عالم نووي وكيميائي وأستاذ جامعي أمريكي، ولد في 12 أبريل 1915 في ميلواكي في الولايات المتحدة، وتوفي في 3 أغسطس 1991 في لوس ألاميتوس في الولايات المتحدة.